# Гейс (Техас)
Гейс (англ. Hays) — місто (англ. city) в США, в окрузі Гейс штату Техас. Населення — 227 осіб (2020).

## Географія
Гейс розташований за координатами 30°7′17″ пн. ш. 97°52′21″ зх. д. / 30.12139° пн. ш. 97.87250° зх. д. (30.121515, -97.872394).  За даними Бюро перепису населення США в 2010 році місто мало площу 0,58 км², уся площа — суходіл.

## Демографія
Згідно з переписом 2010 року, у місті мешкало 217 осіб у 91 домогосподарстві у складі 66 родин. Густота населення становила 374 особи/км².  Було 92 помешкання (159/км²).
Расовий склад населення:
| - 94,5 % — білих - 1,4 % — чорних або афроамериканців - 0,5 % — корінних американців - 0,5 % — азіатів - 1,8 % — осіб інших рас |

До двох чи більше рас належало 1,4 %. Частка іспаномовних становила 14,7 % від усіх жителів.
За віковим діапазоном населення розподілялося таким чином: 18,9 % — особи молодші 18 років, 62,2 % — особи у віці 18—64 років, 18,9 % — особи у віці 65 років та старші. Медіана віку мешканця становила 48,1 року. На 100 осіб жіночої статі у місті припадало 97,3 чоловіків;  на 100 жінок у віці від 18 років та старших — 100,0 чоловіків також старших 18 років.
Середній дохід на одне домашнє господарство  становив 96 707 доларів США (медіана — 90 357), а середній дохід на одну сім'ю — 108 604 долари (медіана — 92 143). За межею бідності перебувало 1,8 % осіб, у тому числі 0,0 % дітей у віці до 18 років та 11,9 % осіб у віці 65 років та старших.
Цивільне працевлаштоване населення становило 166 осіб. Основні галузі зайнятості: освіта, охорона здоров'я та соціальна допомога — 24,1 %, роздрібна торгівля — 14,5 %, науковці, спеціалісти, менеджери — 9,0 %, виробництво — 7,8 %.